# 綿䲁
綿鳚，為輻鰭魚綱鱸形目绵鳚亞目绵鳚科的其中一種，分布於東北大西洋區，包括波羅的海、北海、英國、愛爾蘭、俄羅斯、挪威、法國等海域等海域，屬底棲性魚類。

## 扩展阅读
維基物種上的相關：綿鳚